# Fenneralpheus
Fenneralpheus is een geslacht van kreeftachtigen uit de klasse van de Malacostraca (hogere kreeftachtigen).

## Soorten
- Fenneralpheus chacei Felder & Manning, 1986
- Fenneralpheus orabovis Anker, 2011